# Mario De Cesare
Mario De Cesare (Roma, 14 aprile 1895 – Roma, 12 settembre 1981) è stato un prefetto italiano.

## Biografia
Nato a Roma nel 1895, partecipò alla prima guerra mondiale, per la cui partecipazione fu decorato al valor militare.
Laureto in Giurisprudenza a Palermo, nel 1920 entrò nell'amministrazione pubblica, seguendo tutto il percorso per la prefettura. Nominato prefetto nel 1941, fu incaricato per le prefetture di Ravenna e Brescia.
Nel 1945 fu nominato vice capo di Polizia, e il 28 dicembre del 1946 fu nominato Commissario straordinario per il comune di Roma, che amministrò fino al 4 novembre del 1947.